# Round Room
Round Room è il nono album discografico in studio del gruppo musicale rock statunitense Phish, pubblicato nel dicembre 2002.

## Tracce
1. Pebbles and Marbles (Anastasio, Marshall) - 11:39
2. Anything But Me (Anastasio, Herman, Marshall) - 4:30
3. Round Room (Gordon, Linitz) - 4:13
4. Mexican Cousin (Anastasio, Marshall) - 3:16
5. Friday (Anastasio, Herman, Marshall) - 6:31
6. Seven Below (Anastasio, Marshall) - 8:27
7. Mock Song (Gordon) - 4:29
8. 46 Days (Anastasio) - 6:15
9. All of These Dreams (Anastasio, Herman, Marshall) - 4:08
10. Walls of the Cave (Anastasio, Marshall) - 9:59
11. Thunderhead (Anastasio, Marshall) - 3:19
12. Waves (Anastasio, Herman, Marshall) - 11:05

## Formazione
- Trey Anastasio - chitarra, voce
- Page McConnell - tastiere, voce
- Mike Gordon - basso, voce
- Jon Fishman - batteria, voce